# Lyn Lemaire
Lyn Lemaire (* 6. Juli 1951 in Santa Monica als Eleanor Lynette Lemaire) ist eine ehemalige US-amerikanische Radsportlerin und Triathletin.

## Werdegang
Als Schülerin startete Lyn Lemaire im Schwimmen für das US-amerikanische Nationalteam.
1976 erreichte sie im Radfahren einen neuen Rekord über die 25-Meilen-Distanz (1:00:06,7 h). 1977 und 1978 wurde sie nationale Meisterin im Einzelzeitfahren.

### Siegerin Ironman Hawaii 1979
Lyn Lemaire war 1979 die erste weibliche Siegerin beim Ironman Hawaii und die erste Frau überhaupt, die einen Triathlon über die volle Ironman-Distanz (3,86 km Schwimmen, 180,2 km Radfahren und 42,195 km Laufen) erfolgreich beendet hat. 
Nachdem bei der Erstaustragung im Jahr zuvor noch keine Frauen angetreten waren, startete sie im Januar 1979 als einzige Frau und erreichte als Fünfte das Ziel.
1984 gründete Lemaire die Zeitschrift Ultrasport magazine.

### Auszeichnungen
- 2003 wurde Lyn Lemaire zusammen mit Gordon Haller (Sieger der Erstaustragung des Ironman Hawaii 1978) in die Ironman Hall of Fame aufgenommen.[5]

## Sportliche Erfolge
| Datum/Jahr    | Rang | Wettbewerb     | Austragungsort | Zeit     | Bemerkung                                                                |
| ------------- | ---- | -------------- | -------------- | -------- | ------------------------------------------------------------------------ |
| 14. Jan. 1979 | 1    | Ironman Hawaii | Hawaii         | 12:55:38 | Am Start waren bei der zweiten Austragung nur 14 Männer sowie eine Frau. |

| Datum/Jahr | Rang | Wettbewerb                                      | Austragungsort     | Zeit    | Bemerkung |
| ---------- | ---- | ----------------------------------------------- | ------------------ | ------- | --------- |
| 1978       | 2    | United States National Time Trial Championships | Vereinigte Staaten | 1:08:18 |           |
| 1977       | 1    | United States National Time Trial Championships | Vereinigte Staaten | 1:01:42 |           |
| 1976       | 1    | United States National Time Trial Championships | Vereinigte Staaten | 1:00:06 |           |
| 1975       | 2    | United States National Time Trial Championships | Vereinigte Staaten | 1:03:01 |           |

## Weblink
- Profil für Lyn Lemaire  beim Institut für Angewandte Trainingswissenschaft, abgerufen am 31. März 2020